# 滋賀県の廃止市町村一覧
滋賀県の廃止市町村一覧（しがけんのはいししちょうそんいちらん）は、滋賀県における市制・町村制施行（1889年4月1日）後に、市町村合併や他の自治体に統合されることなどにより廃止した市町村の一覧である。単なる名称の変更は対象としない。
- 町村が「町制」・「市制」を施行し町・市となるケース
  - 「市町村」以外の表記名を変更しなかった自治体は一覧に含まれない。（例：栗東町→栗東市）
  - 町制・市制を施行した際に名称を変更した場合も一覧に含まれない。（例：入江村→米原町）
- 市町村が名称変更した場合は一覧に含まれない。
- 所属郡が変更になった場合は一覧に含まれない。
- 市町村合併で廃止した市町村のケース
  - 編入合併した場合の、存続市町村は廃止に当たらないので一覧に含まれない。
  - 編入合併した場合の、廃止した市町村は一覧に含まれる。
  - 新設合併した場合の、廃止した市町村は一覧に含まれる。
  - 新設合併した場合の、名称が残った市町村も一覧に含まれる。（例：旧・長浜市→新・長浜市）
- 分割や分立をしたケース
  - 分割で廃止した市町村は一覧に含まれる。
  - 分立で存続した市町村は一覧に含まれない。（例：法性寺村から神田村が分立。法性寺村は存続）

## 1899年以前
- 蒲生郡桜谷村 （1894年5月12日）蒲生郡東桜谷村・蒲生郡西桜谷村に分割のため
- 神崎郡八条村 （1894年6月5日）神崎郡能登川村・神崎郡五峰村・神崎郡伊庭村に分割のため

## 1900年 - 1919年
この20年間に県内に廃止市町村なし

## 1920年代
- 神崎郡栗見荘村 （1927年11月8日）神崎郡八幡村に編入のため

## 1930年代
- 滋賀郡滋賀村 （1932年5月10日）大津市に編入のため
- （旧）大津市 （1933年4月1日）大津市新設のため
- 滋賀郡膳所町 （1933年4月1日）大津市新設のため
- 滋賀郡石山町 （1933年4月1日）大津市新設のため
- 伊香郡（初代）木之本町 （1933年6月1日）伊香郡（2代）木之本町新設のため
- 伊香郡（旧）伊香具村 （1933年6月1日）伊香郡（2代）木之本町新設のため
- 蒲生郡宇津呂村 （1933年3月3日）蒲生郡八幡町に編入のため
- 犬上郡彦根町 （1937年2月11日）彦根市新設のため
- 犬上郡青波村 （1937年2月11日）彦根市新設のため
- 犬上郡北青柳村 （1937年2月11日）彦根市新設のため
- 犬上郡千本村 （1937年2月11日）彦根市新設のため
- 犬上郡松原村 （1937年2月11日）彦根市新設のため
- 犬上郡福満村 （1937年2月11日）彦根市新設のため

## 1940年代
- 栗太郡物部村 （1941年7月10日）野洲郡（2代）守山町新設のため
- 野洲郡（初代）守山町 （1941年7月10日）野洲郡（2代）守山町新設のため
- 犬上郡多賀村 （1941年11月3日）犬上郡多賀町新設のため
- 犬上郡芹谷村 （1941年11月3日）犬上郡多賀町新設のため
- 犬上郡久徳村 （1941年11月3日）犬上郡多賀町新設のため
- 甲賀郡貴生川村 （1942年1月1日）甲賀郡貴生川町新設のため
- 甲賀郡北杣村 （1942年1月1日）甲賀郡貴生川町新設のため
- 神崎郡能登川村 （1942年2月11日）神崎郡能登川町新設のため
- 神崎郡五峰村 （1942年2月11日）神崎郡能登川町新設のため
- 神崎郡伊庭村 （1942年2月11日）神崎郡能登川町新設のため
- 神崎郡栗見村 （1942年2月11日）神崎郡能登川町新設のため
- 神崎郡八幡村 （1942年2月11日）神崎郡能登川町新設のため
- 坂田郡法性寺村 （1942年4月1日）坂田郡坂田村新設のため
- 坂田郡日撫村 （1942年4月1日）坂田郡坂田村新設のため
- 野洲郡（旧）野洲町 （1942年5月20日）野洲郡野洲町新設のため
- 野洲郡三上村 （1942年5月20日）野洲郡野洲町新設のため
- 犬上郡磯田村 （1942年6月10日）彦根市新設のため
- 犬上郡南青柳村 （1942年6月10日）彦根市新設のため
- 甲賀郡柏木村 （1942年7月1日）甲賀郡水口町に編入のため
- 甲賀郡寺庄町 （1943年2月11日）甲賀郡甲南町新設のため
- 甲賀郡竜池村 （1943年2月11日）甲賀郡甲南町新設のため
- 甲賀郡宮村 （1943年2月11日）甲賀郡甲南町新設のため
- 甲賀郡南杣村 （1943年2月11日）甲賀郡甲南町新設のため
- 神崎郡山上村 （1943年4月1日）神崎郡永源寺村新設のため
- 愛知郡東小椋村 （1943年4月1日）神崎郡永源寺村新設のため
- 愛知郡高野村 （1943年4月1日）神崎郡永源寺村新設のため
- 坂田郡長浜町 （1943年4月1日）長浜市新設のため
- 坂田郡六荘村 （1943年4月1日）長浜市新設のため
- 坂田郡神照村 （1943年4月1日）長浜市新設のため
- 坂田郡神田村 （1943年4月1日）長浜市新設のため
- 坂田郡南郷里村 （1943年4月1日）長浜市新設のため
- 坂田郡北郷里村 （1943年4月1日）長浜市新設のため
- 坂田郡西黒田村 （1943年4月1日）長浜市新設のため
- 高島郡大溝町 （1943年4月29日）高島郡高島町新設のため
- 高島郡高島村 （1943年4月29日）高島郡高島町新設のため
- 高島郡水尾村 （1943年4月29日）高島郡高島町新設のため

## 1950年代
- 犬上郡日夏村 （1950年4月1日）彦根市に編入のため
- 栗太郡下田上村 （1951年4月1日）大津市に編入のため
- 栗太郡大石村 （1951年4月1日）大津市に編入のため
- 滋賀郡坂本村 （1951年4月1日）大津市に編入のため
- 滋賀郡下阪本村 （1951年4月1日）大津市に編入のため
- 滋賀郡雄琴村 （1951年4月1日）大津市に編入のため
- 蒲生郡島村 （1951年4月1日）蒲生郡八幡町に編入のため
- 坂田郡鳥居本村 （1952年4月1日）彦根市に編入のため
- 神崎郡（旧）八日市町 （1954年3月21日）神崎郡八日市町新設のため
- 蒲生郡中野村 （1954年3月21日）神崎郡八日市町新設のため
- 蒲生郡八幡町 （1954年3月31日）近江八幡市新設のため
- 蒲生郡桐原村 （1954年3月31日）近江八幡市新設のため
- 蒲生郡岡山村 （1954年3月31日）近江八幡市新設のため
- 蒲生郡馬淵村 （1954年3月31日）近江八幡市新設のため
- 蒲生郡金田村 （1954年3月31日）近江八幡市新設のため
- 蒲生郡安土村 （1954年4月1日）蒲生郡安土町新設のため
- 蒲生郡老蘇村 （1954年4月1日）蒲生郡安土町新設のため
- 神崎郡八日市町 （1954年8月15日）八日市市新設のため
- 神崎郡御園村 （1954年8月15日）八日市市新設のため
- 神崎郡建部村 （1954年8月15日）八日市市新設のため
- 蒲生郡平田村 （1954年8月15日）八日市市新設のため
- 蒲生郡市辺村 （1954年8月15日）八日市市新設のため
- 蒲生郡玉緒村 （1954年8月15日）八日市市新設のため
- 甲賀郡（旧）信楽町 （1954年9月1日）甲賀郡信楽町新設のため
- 甲賀郡朝宮村 （1954年9月1日）甲賀郡信楽町新設のため
- 甲賀郡雲井村 （1954年9月1日）甲賀郡信楽町新設のため
- 甲賀郡小原村 （1954年9月1日）甲賀郡信楽町新設のため
- 甲賀郡多羅尾村 （1954年9月1日）甲賀郡信楽町新設のため
- 栗太郡治田村 （1954年10月1日）栗太郡栗東町新設のため
- 栗太郡金勝村 （1954年10月1日）栗太郡栗東町新設のため
- 栗太郡葉山村 （1954年10月1日）栗太郡栗東町新設のため
- 栗太郡大宝村 （1954年10月1日）栗太郡栗東町新設のため
- 東浅井郡湯田村 （1954年10月1日）東浅井郡浅井町新設のため
- 東浅井郡下草野村 （1954年10月1日）東浅井郡浅井町新設のため
- 東浅井郡七尾村 （1954年10月1日）東浅井郡浅井町新設のため
- 東浅井郡田根村 （1954年10月1日）東浅井郡浅井町新設のため
- 栗太郡草津町 （1954年10月15日）草津市新設のため
- 栗太郡山田村 （1954年10月15日）草津市新設のため
- 栗太郡志津村 （1954年10月15日）草津市新設のため
- 栗太郡常盤村 （1954年10月15日）草津市新設のため
- 栗太郡笠縫村 （1954年10月15日）草津市新設のため
- 栗太郡老上村 （1954年10月15日）草津市新設のため
- 高島郡安曇町 （1954年11月3日）高島郡安曇川町新設のため
- 高島郡青柳村 （1954年11月3日）高島郡安曇川町新設のため
- 高島郡広瀬村 （1954年11月3日）高島郡安曇川町新設のため
- 高島郡本庄村 （1954年11月3日）高島郡安曇川町新設のため
- 愛知郡西押立村 （1954年11月3日）愛知郡湖東町新設のため
- 愛知郡東押立村 （1954年11月3日）愛知郡湖東町新設のため
- 愛知郡豊椋村 （1954年11月3日）愛知郡湖東町新設のため
- 伊香郡北富永村 （1954年12月1日）伊香郡高月町新設のため
- 伊香郡南富永村 （1954年12月1日）伊香郡高月町新設のため
- 伊香郡古保利村 （1954年12月1日）伊香郡高月町新設のため
- 伊香郡杉野村 （1954年12月1日）伊香郡（3代）木之本町新設のため
- 伊香郡高時村 （1954年12月1日）伊香郡（3代）木之本町新設のため
- 伊香郡（2代）木之本町 （1954年12月1日）伊香郡（3代）木之本町新設のため
- 伊香郡伊香具村 （1954年12月1日）伊香郡（3代）木之本町新設のため
- 伊香郡（旧）余呉村 （1954年12月15日）伊香郡余呉村新設のため
- 伊香郡丹生村 （1954年12月15日）伊香郡余呉村新設のため
- 伊香郡片岡村 （1954年12月15日）伊香郡余呉村新設のため
- 神崎郡旭村 （1955年1月1日）神崎郡五個荘町新設のため
- 神崎郡南五個荘村 （1955年1月1日）神崎郡五個荘町新設のため
- 神崎郡北五個荘村 （1955年1月1日）神崎郡五個荘町新設のため
- 高島郡百瀬村 （1955年1月1日）高島郡マキノ町新設のため
- 高島郡海津村 （1955年1月1日）高島郡マキノ町新設のため
- 高島郡剣熊村 （1955年1月1日）高島郡マキノ町新設のため
- 高島郡西庄村 （1955年1月1日）高島郡マキノ町新設のため
- 高島郡（旧）今津町 （1955年1月1日）高島郡今津町新設のため
- 高島郡川上村 （1955年1月1日）高島郡今津町新設のため
- 高島郡三谷村 （1955年1月1日）高島郡今津町新設のため
- 高島郡饗庭村 （1955年1月1日）高島郡新旭町新設のため
- 高島郡新儀村 （1955年1月1日）高島郡新旭町新設のため
- 愛知郡稲村 （1955年1月1日）愛知郡稲枝町新設のため
- 愛知郡稲枝村 （1955年1月1日）愛知郡稲枝町新設のため
- 愛知郡葉枝見村 （1955年1月1日）愛知郡稲枝町新設のため
- 東浅井郡速水村 （1955年1月1日）東浅井郡湖北町新設のため
- 東浅井郡小谷村 （1955年1月1日）東浅井郡湖北町新設のため
- 野洲郡（2代）守山町 （1955年1月15日）野洲郡（3代）守山町新設のため
- 野洲郡小津村 （1955年1月15日）野洲郡（3代）守山町新設のため
- 野洲郡玉津村 （1955年1月15日）野洲郡（3代）守山町新設のため
- 野洲郡河西村 （1955年1月15日）野洲郡（3代）守山町新設のため
- 野洲郡速野村 （1955年1月15日）野洲郡（3代）守山町新設のため
- 愛知郡角井村 （1955年2月11日）愛知郡愛東村新設のため
- 愛知郡西押立村 （1955年2月11日）愛知郡愛東村新設のため
- 野洲郡北里村 （1955年3月3日）近江八幡市に編入のため
- 蒲生郡（旧）日野町 （1955年3月16日）蒲生郡日野町新設のため
- 蒲生郡南比都佐村 （1955年3月16日）蒲生郡日野町新設のため
- 蒲生郡北比都佐村 （1955年3月16日）蒲生郡日野町新設のため
- 蒲生郡鎌掛村 （1955年3月16日）蒲生郡日野町新設のため
- 蒲生郡西大路村 （1955年3月16日）蒲生郡日野町新設のため
- 蒲生郡東桜谷村 （1955年3月16日）蒲生郡日野町新設のため
- 蒲生郡西桜谷村 （1955年3月16日）蒲生郡日野町新設のため
- 伊香郡七郷村 （1955年3月31日）伊香郡高月町に編入のため
- 神崎郡永源寺村 （1955年4月1日）神崎郡永源寺町新設のため
- 蒲生郡市原村 （1955年4月1日）神崎郡永源寺町新設のため
- 栗太郡（旧）瀬田町 （1955年4月1日）栗太郡瀬田町新設のため
- 栗太郡上田上村 （1955年4月1日）栗太郡瀬田町新設のため
- 甲賀郡（旧）土山町 （1955年4月1日）甲賀郡土山町新設のため
- 甲賀郡鮎河村 （1955年4月1日）甲賀郡土山町新設のため
- 甲賀郡山内村 （1955年4月1日）甲賀郡土山町新設のため
- 甲賀郡大野村 （1955年4月1日）甲賀郡土山町新設のため
- 甲賀郡油日村 （1955年4月1日）甲賀郡甲賀町新設のため
- 甲賀郡佐山村 （1955年4月1日）甲賀郡甲賀町新設のため
- 甲賀郡大原村 （1955年4月1日）甲賀郡甲賀町新設のため
- 坂田郡坂田村 （1955年4月1日）坂田郡近江町新設のため
- 坂田郡息長村 （1955年4月1日）坂田郡近江町新設のため
- 滋賀郡（旧）堅田町 （1955年4月1日）滋賀郡堅田町新設のため
- 滋賀郡伊香立村 （1955年4月1日）滋賀郡堅田町新設のため
- 滋賀郡仰木村 （1955年4月1日）滋賀郡堅田町新設のため
- 滋賀郡真野村 （1955年4月1日）滋賀郡堅田町新設のため
- 滋賀郡葛川村 （1955年4月1日）滋賀郡堅田町新設のため
- 野洲郡中里村 （1955年4月1日）野洲郡中主町新設のため
- 野洲郡兵主村 （1955年4月1日）野洲郡中主町新設のため
- 野洲郡（旧）野洲町 （1955年4月1日）野洲郡野洲町新設のため
- 野洲郡篠原村 （1955年4月1日）野洲郡野洲町新設のため
- 野洲郡祇王村 （1955年4月1日）野洲郡野洲町新設のため
- 犬上郡東甲良村 （1955年4月1日）犬上郡甲良町新設のため
- 犬上郡西甲良村 （1955年4月1日）犬上郡甲良町新設のため
- 犬上郡（旧）多賀町 （1955年4月1日）犬上郡多賀町新設のため
- 犬上郡脇ヶ畑村 （1955年4月1日）犬上郡多賀町新設のため
- 犬上郡大滝村 （1955年4月1日）犬上郡多賀町新設のため
- 愛知郡秦川村 （1955年4月1日）愛知郡秦荘町新設のため
- 愛知郡八木荘村 （1955年4月1日）愛知郡秦荘町新設のため
- 愛知郡（旧）愛知川町 （1955年4月1日）愛知郡愛知川町新設のため
- 愛知郡豊国村 （1955年4月1日）愛知郡愛知川町新設のため
- 蒲生郡朝日野村 （1955年4月1日）蒲生郡蒲生町新設のため
- 蒲生郡桜川村 （1955年4月1日）蒲生郡蒲生町新設のため
- 伊香郡塩津村 （1955年4月1日）伊香郡西浅井村新設のため
- 伊香郡永原村 （1955年4月1日）伊香郡西浅井村新設のため
- 甲賀郡三雲村 （1955年4月10日）甲賀郡甲西町新設のため
- 甲賀郡岩根村 （1955年4月10日）甲賀郡甲西町新設のため
- 甲賀郡（旧）水口町 （1955年4月15日）甲賀郡水口町新設のため
- 甲賀郡貴生川町 （1955年4月15日）甲賀郡水口町新設のため
- 甲賀郡伴谷村 （1955年4月15日）甲賀郡水口町新設のため
- 甲賀郡柏木村 （1955年4月15日）甲賀郡水口町新設のため
- 蒲生郡鏡山村 （1955年4月29日）蒲生郡竜王町新設のため
- 蒲生郡苗村 （1955年4月29日）蒲生郡竜王町新設のため
- 坂田郡東黒田村 （1955年7月10日）坂田郡山東町新設のため
- 坂田郡柏原村 （1955年7月10日）坂田郡山東町新設のため
- 坂田郡大原村 （1955年7月10日）坂田郡山東町新設のため
- 滋賀郡和邇村 （1955年10月1日）滋賀郡志賀町新設のため
- 滋賀郡木戸村 （1955年10月1日）滋賀郡志賀町新設のため
- 滋賀郡小松村 （1955年10月1日）滋賀郡志賀町新設のため
- 東浅井郡上草野村 （1956年5月3日）東浅井郡浅井町に編入のため
- 坂田郡（旧）伊吹村 （1956年9月1日）坂田郡伊吹村新設のため
- 坂田郡春照村 （1956年9月1日）坂田郡伊吹村新設のため
- 東浅井郡東草野村 （1956年9月1日）坂田郡伊吹村新設のため
- 坂田郡（旧）米原町 （1956年9月1日）坂田郡米原町新設のため
- 坂田郡醒井村 （1956年9月1日）坂田郡米原町新設のため
- 坂田郡息郷村 （1956年9月1日）坂田郡米原町新設のため
- 東浅井郡竹生村 （1956年9月25日）東浅井郡びわ村新設のため
- 東浅井郡大郷村 （1956年9月25日）東浅井郡びわ村新設のため
- 東浅井郡（旧）湖北町 （1956年9月30日）東浅井郡湖北町新設のため
- 東浅井郡朝日村 （1956年9月30日）東浅井郡湖北町新設のため
- 犬上郡（旧）豊郷村 （1956年9月30日）犬上郡豊郷村新設のため
- 愛知郡日枝村 （1956年9月30日）犬上郡豊郷村新設のため
- 犬上郡河瀬村 （1956年9月30日）彦根市に編入のため
- 犬上郡亀山村 （1956年9月30日）彦根市に編入のため
- 野洲郡中洲村 （1957年3月1日）野洲郡（3代）守山町・野洲郡中主町に分割編入のため
- 犬上郡高宮町 （1957年4月3日）彦根市に編入のため
- 蒲生郡武佐村 （1958年2月1日）近江八幡市に編入のため
- 甲賀郡下田村 （1958年10月1日）甲賀郡甲西町に編入のため

## 1960年代
- 栗太郡瀬田町 （1967年4月1日）大津市に編入のため
- 滋賀郡堅田町 （1967年4月1日）大津市に編入のため
- 愛知郡稲枝町 （1968年4月1日）彦根市に編入のため

## 1970年 - 1999年
この30年間に県内に廃止市町村なし

## 2000年代
- 野洲郡中主町 （2004年10月1日）野洲市新設のため
- 野洲郡野洲町 （2004年10月1日）野洲市新設のため
- 甲賀郡石部町 （2004年10月1日）湖南市新設のため
- 甲賀郡甲西町 （2004年10月1日）湖南市新設のため
- 甲賀郡水口町 （2004年10月1日）甲賀市新設のため
- 甲賀郡土山町 （2004年10月1日）甲賀市新設のため
- 甲賀郡甲賀町 （2004年10月1日）甲賀市新設のため
- 甲賀郡甲南町 （2004年10月1日）甲賀市新設のため
- 甲賀郡信楽町 （2004年10月1日）甲賀市新設のため
- 高島郡安曇川町 （2005年1月1日）高島市新設のため
- 高島郡今津町 （2005年1月1日）高島市新設のため
- 高島郡新旭町 （2005年1月1日）高島市新設のため
- 高島郡高島町 （2005年1月1日）高島市新設のため
- 高島郡マキノ町 （2005年1月1日）高島市新設のため
- 高島郡朽木村 （2005年1月1日）高島市新設のため
- 八日市市 （2005年2月11日）東近江市新設のため
- 神崎郡永源寺町 （2005年2月11日）東近江市新設のため
- 神崎郡五個荘町 （2005年2月11日）東近江市新設のため
- 愛知郡愛東町 （2005年2月11日）東近江市新設のため
- 愛知郡湖東町 （2005年2月11日）東近江市新設のため
- 坂田郡米原町 （2005年2月14日）米原市新設のため
- 坂田郡山東町 （2005年2月14日）米原市新設のため
- 坂田郡伊吹町 （2005年2月14日）米原市新設のため
- 坂田郡近江町 （2005年10月1日）米原市に編入のため
- 神崎郡能登川町 （2006年1月1日）東近江市に編入のため
- 蒲生郡蒲生町 （2006年1月1日）東近江市に編入のため
- 愛知郡愛知川町 （2006年2月13日）愛知郡愛荘町新設のため
- 愛知郡秦荘町 （2006年2月13日）愛知郡愛荘町新設のため
- （旧）長浜市 （2006年2月13日）長浜市新設のため
- 東浅井郡浅井町 （2006年2月13日）長浜市新設のため
- 東浅井郡びわ町 （2006年2月13日）長浜市新設のため
- 滋賀郡志賀町 （2006年3月20日）大津市に編入のため

## 2010年代
- 東浅井郡虎姫町 （2010年1月1日）長浜市に編入のため
- 東浅井郡湖北町 （2010年1月1日）長浜市に編入のため
- 伊香郡高月町 （2010年1月1日）長浜市に編入のため
- 伊香郡木之本町 （2010年1月1日）長浜市に編入のため
- 伊香郡余呉町 （2010年1月1日）長浜市に編入のため
- 伊香郡西浅井町 （2010年1月1日）長浜市に編入のため
- （旧）近江八幡市 （2010年3月21日）近江八幡市新設のため
- 蒲生郡安土町 （2010年3月21日）近江八幡市新設のため